# Международная конвенция о подготовке и дипломировании моряков и несении вахты
Международная конвенция о подготовке и дипломировании моряков и несении вахты (англ. International STCW Convention) — международная конвенция, одна из трех основополагающих морских конвенций, принятых под эгидой Международной морской организации (ИМО). В Конвенции участвует более 70 стран.
Конвенция закрепляет международные нормы подготовки и дипломирования моряков и несения вахты, и предусматривает положения, обеспечивающие, чтобы моряки на судах были надлежащим образом обучены и подготовлены, имели достаточный опыт, навыки и квалификацию, отвечали требованиям в отношении работы, возраста, состояния здоровья и были годны к выполнению своих обязанностей таким образом, который обеспечивает охрану человеческой жизни и сохранность имущества на море, а также защиту морской среды.
Регламентирует:
- Требования к капитану и палубной команде;
- Требования к машинной команде;
- Требования к радиоспециалистам;
- Требования в отношении экипажей определенных типов судов;
- Требования в отношении функций, связанных с аварийными ситуациями, охраной труда, медицинским уходом и выживанием;
- Требования в отношении дипломирования и альтернативного дипломирования;
- Требования в отношении несения вахты

Устанавливает образцы документов, выдаваемых при дипломировании моряков.
Принята Международной морской организацией (ИМО) в первоначальной редакции в 1978 году. Существенные изменения были внесены в Конвенцию на конференции ИМО в 1995 году. Конвенция о подготовке и дипломировании моряков и несении вахты регулярно обновляется на сессиях ИМО: поправки вносились в 1997, 1999 и 2010 годах.